# WWF Light Heavyweight Championship
Il WWF Light Heavyweight Championship è stato un titolo di wrestling promosso dalla World Wrestling Federation, riservato esclusivamente ai lottatori il cui peso non superava i 100 kg.
Il titolo fu creato il 7 dicembre 1997 per sostituire il WWF World Light Heavyweight Championship ed è stato attivo fino all'8 marzo 2002.

## Storia
Ufficialmente il titolo venne creato come WWF World Light Heavyweight Championship dalla Universal Wrestling Association (UWA) in collaborazione con la WWF e passò nel 1995 alla New Japan Pro-Wrestling (NJPW), ma questa versione del titolo non fu mai riconosciuta dalla WWF, che riconosce il titolo come WWF Light Heavyweight Championship (senza quindi la dicitura World) e con un albo d'oro a partire dalla sua restituzione da parte della NJPW, per cui le due versioni del titolo sono considerate come due riconoscimenti diversi.
Questa versione del titolo vede quindi come campione inaugurale Taka Michinoku, con il suo regno iniziato il 7 dicembre 1997. Nel marzo 2001 la WWF acquisì la World Championship Wrestling e in seguito al termine della Invasion in titolo fu abbandonato in favore del WCW Cruiserweight Championship (che in seguito diventò il WWF/WWE Cruiserweight Championship). Un incontro di unificazione si sarebbe dovuto tenere nel PPV Survivor Series, ma fu cancellato in seguito all'infortunio di X-Pac, allora detentore del Light Heavyweight Championship. X-Pac continuò a difendere il titolo in alcuni eventi e la cintura fu revocata soltanto l'8 marzo 2002.

## Albo d'oro
| #  | Campione       | Regno | Data             | Giorni | Giorni riconosciuti | Località                     | Evento                        | Note | Fonti |
| -- | -------------- | ----- | ---------------- | ------ | ------------------- | ---------------------------- | ----------------------------- | --- | ----- |
| 1  | Taka Michinoku | 1     | 7 dicembre 1997  | 315    | 314                 | Springfield, Massachusetts   | D-Generation X: In Your House | Michinoku sconfisse Brian Christopher nella finale del torneo per l'assegnazione del titolo.                                                                                                  |       |
| 2  | Christian      | 1     | 18 ottobre 1998  | 30     | 29                  | Chicago, Illinois            | Judgment Day: In Your House   | |       |
| 3  | Duane Gill     | 1     | 17 novembre 1998 | 448    | 445                 | Columbus, Ohio               | Raw                           | In onda il 23 novembre 1998. Durante questo regno, Gill cambiò ring name in Gillberg. |       |
| 4  | Essa Ríos      | 1     | 8 febbraio 2000  | 34     | 31                  | Austin, Texas                | Heat                          | In onda il 13 febbraio 2000. |       |
| 5  | Dean Malenko   | 1     | 13 marzo 2000    | 35     | 34                  | East Rutherford, New Jersey  | Raw                           | |       |
| 6  | Scott Taylor   | 1     | 17 aprile 2000   | 8      | 9                   | State College, Pennsylvania  | Raw                           | |       |
| 7  | Dean Malenko   | 2     | 25 aprile 2000   | 322    | 321                 | Charlotte, Carolina del Nord | SmackDown!                    | In onda il 27 aprile 2000. |       |
| 8  | Crash Holly    | 1     | 13 marzo 2001    | 47     | 44                  | Anaheim, California          | Heat                          | In onda il 18 marzo 2001. |       |
| 9  | Jerry Lynn     | 1     | 29 aprile 2001   | 37     | 38                  | Chicago, Illinois            | Heat                          | |       |
| 10 | Jeff Hardy     | 1     | 5 giugno 2001    | 20     | 17                  | Grand Forks, Dakota del Nord | SmackDown!                    | In onda il 7 giugno 2001. |       |
| 11 | X-Pac          | 1     | 25 giugno 2001   | 42     | 41                  | New York City, New York      | Raw                           | |       |
| 12 | Tajiri         | 1     | 6 agosto 2001    | 13     | 12                  | Anaheim, California          | Raw                           | |       |
| 13 | X-Pac          | 2     | 19 agosto 2001   | 201    | 201                 | San Jose, California         | SummerSlam                    | Inizialmente era stato programmato un incontro di unificazione con il WCW Cruiserweight Championship, detenuto da Tajiri, ma un infortunio di X-Pac costrinse la WWF ad annullare l'incontro. | [ 1 ] |
| —  | Ritirato       | —     | 8 marzo 2002     | —      | —                   | —                            | —                             | Il titolo venne rimosso dai programmi televisivi dopo l'infortunio di X-Pac, ma continuò ad essere difeso negli House Show prima di venire ufficialmente ritirato.                            |       |